# Partito Democratico (Italia, 1913)
Il Partito Democratico fu un partito politico del Regno d'Italia di ispirazione socio-liberale.
Esso nacque nel 1913 da una delle correnti di sinistra dei "Ministeriali" di Giovanni Giolitti. A differenza di molti altri partiti liberali nati dai Ministeriali, il Partito Democratico non si presentò nel cartello dei Liberali, con la quale rimase comunque alleata negli anni successivi.
Alle elezioni politiche italiane del 1913 il partito ottenne il 2,8% ed elesse 11 deputati. Entrò poi a far parte della coalizione di governo guidata dai Liberali.
Nel 1919 il partito si fuse con altri partiti e gruppi di ispirazione socio-liberale, dando vita al Partito Democratico Sociale Italiano.